# 민기 (1504년)
민기(閔箕, 1504년 ~ 1568년 1월 18일)는 조선의 문신이다. 본관은 여흥(驪興). 자는 경열(景說), 호는 관물재(觀物齋)·호학재(好學齋)이다. 선조 즉위 후 우의정이 되었다. 시호는 문경(文景)이다.

## 생애
1531년(중종 26) 생원시에 합격하고 1539년 별시 문과에 병과로 급제하였다. 이후 저작, 부교리, 검상, 사인, 사헌부장령, 홍문관부교리, 시독관, 홍문관교리, 홍문관응교, 사도시첨정, 지제교, 군기시정, 경상도어사, 홍문관전한 등을 거쳐서 홍문관의 직제학·부제학, 참찬관, 승정원의 동부승지·우부승지·좌부승지, 공조참의, 병조참지, 성균관의 대사성, 이조참의, 청홍도관찰사, 공조참판, 사간원의 대사간, 예조참판, 사헌부의 대사헌, 병조참판, 이조참판, 한성부판윤, 형조판서 경주부윤, 제주목사 등을 지냈다.
1566년 이조판서가 되었다. 이 때 이이(李珥)가 낭관(郞官)이었는데 언제나 전선(銓選)을 공평히 함으로써 청탁의 길을 막으려 하면, 민기는 곧 너무 지나치게 하다가 일을 발생시키는 일이 없도록 하라고 경계하였다. 이에 이이가 사람에게 말하기를, ‘민공(閔公)이 어진 재상이기는 하나 다만 소인(小人)을 두려워할 뿐 군자(君子)를 두려워하지 않는다.’ 하니 사람들이 그 까닭을 물었다. 이이가 대답하기를, ‘민공이 만약 군자에게 죄를 얻는다면 현반(顯班)에다 두지 않는 정도에 불과할 것이나 소인은 성품이 각박하여 만약 서로 거슬렸을 경우 혹 멸족(滅族)의 화도 당할 수 있을 것이기 때문에 민공은 소인을 두려워하는 것이다.’ 하였다. 식자들은 민기를 일러 섭세(涉世)의 재주가 뛰어났다고 하였다.
지중추부사(知中樞府事)와 우참찬을 거쳐, 1567년(선조 즉위년) 우의정에 올랐다. 민기는 비록 시론(時論)의 추중을 받기는 하였으나 성색(聲色)을 좋아하고 산업(産業)을 일삼아 사람들의 기롱을 사기도 하였다. 재상의 지위에 오르자 겉으로는 사론(士論)을 붙잡아 세운다고 하면서 속으로는 실상 사세를 관망하며 저해하였는데, 그를 모르는 자는 어진 재상이라고 하였다. 시호는 문경(文景)이다.

## 저서
- 《석담야사(石潭野史)》
- 《대학도(大學圖)》

## 가족
- 할아버지 : 형조참의 민효손(閔孝孫)
  - 아버지 : 현령 민세류(閔世瑠)
  - 어머니 : 전의 이씨(全義李氏) - 장령 이인석(李仁錫)의 딸
    - 배우자 : 구 안동 김씨(舊 安東 金氏) 김택(金澤)의 딸
    - 동생 : 민호(閔箎)